# Bembecia lingenhoelei
Bembecia lingenhoelei is een vlinder uit de familie wespvlinders (Sesiidae), onderfamilie Sesiinae.
Bembecia lingenhoelei is voor het eerst wetenschappelijk beschreven door Garrevoet & Garrevoet in 2011. De soort komt voor in het Palearctisch gebied.